# 斑目脆鳞虫
斑目脆鳞虫（学名：Lepidasthenia ocellata）为多鳞虫科脆鳞虫属的动物。分布于日本，包括黄海、渤海等海域。